# Acronicta leucoptera
Acronicta leucoptera là một loài bướm đêm trong họ Noctuidae.